# Isao Takagi
Isao Takagi (高木 功 en japonés (8 de noviembre de 1961) es un exluchador de sumo y lucha libre profesional japonés, más conocido por su nombre artístico Arashi.

## Carrera en el sumo
Debutó en el sumo inicialmente con el shikona de Maenohikari Isamu (前の光　功 en japonés), para después cambiarlo simplemente a Maenohikari (前の光 en japonés), y finalmente se quedaría con el shikona de Takuetsuyama Goro (卓越山　吾郎 en japonés).
Se unió a la Takadagawa beya dirigida por el ex ōzeki Maenoyama, en 1977, pero decidió retirarse definitivamente en 1986 del sumo, a la edad de 24 años.
Nunca debutó en makuuchi, nunca ganó ningún yūshō de ninguna categoría.

### Historial
| Año (Honbasho) | Hatsu Basho (enero) (ciudad de Tokio) | Haru Basho (marzo) (ciudad de Osaka) | Natsu Basho (mayo) (ciudad de Tokio) | Nagoya Basho (julio) (ciudad de Nagoya) | Aki Basho (septiembre) (ciudad de Tokio) | Kyushu Basho (noviembre) (ciudad de Fukuoka) | Victorias / Derrotas / Ausencias |
| 1977           | ─                                     | Maezumo Hatsu Dohyō 0 - 0            | Jonokuchi 11 Oeste 6 - 1             | Jonidan 53 Este 5 - 2                   | Jonidan 19 Este 3 - 4                    | Jonidan 28 Oeste 0 - 0 - 7                   | 14 - 7 - 7                       |
| 1978           | Jonidan 73 Oeste 6 - 1                | Jonidan 13 Oeste 5 - 2               | Sandanme 64 Oeste 4 - 3              | Sandanme 46 Este 3 - 4                  | Sandanme 58 Oeste 2 - 5                  | Sandname 88 Oeste 6 - 1                      | 26 - 16                          |
| 1979           | Sandame 38 Este 5 - 2                 | Sandanme 11 Oeste 3 - 4              | Sandame 26 Este 3 - 4                | Sandanme 38 Oeste 5 - 2                 | Sandanme 11 Oeste 5 - 2                  | Makushita 44 Oeste 2 - 5                     | 23 - 19                          |
| 1980           | Sandanme 7 Oeste 5 - 2                | Makushita 45 oeste 5 - 2             | Makushita 27 Oeste 3 - 4             | Makushita 36 Este 3 - 4                 | Makushita 44 Oeste 3 - 4                 | Makushita 59 Este 5 - 2                      | 24 - 18                          |
| 1981           | Makushita 35 Oeste 4 - 3              | Makushita 28 Oeste 5 - 2             | Makushita 15 Este 4 - 3              | Makushita 8 Oeste 1 - 6                 | Makushita 31 Oeste 4 - 3                 | Makushita 22 Oeste 3 - 4                     | 21 - 21                          |
| 1982           | Makushita 31 Oeste 4 - 3              | Makushita 25 Oeste 3 - 4             | Makushita 37 Oeste 5 - 2             | Makushita 20 Oeste 3 - 4                | Makushita 29 oeste 5 - 2                 | Makushita 16 Este 3 - 4                      | 23 - 19                          |
| 1983           | Makushita 23 Oeste 3 - 4              | Makushita 33 Este 4 - 3              | Makushita 23 Oeste 4 - 3             | Makushita Makushita 16 Oeste 5 - 2      | Makushita 8 Oeste 2 - 5                  | Makushita 21 Este 4 - 3                      | 22 - 20                          |
| 1984           | Makushita 12 Oeste 5 - 2              | Makushita 5 Oeste 3 - 4              | Makushita 10 Este 4 - 3              | Makushita 6 Este 5 - 2                  | Makushita 3 Este 2 - 5                   | Makushita 17 Este 5 - 2                      | 24 - 18                          |
| 1985           | Makushita 9 Este 4 - 3                | Makushita 4 Oeste 4 - 3              | Makushita 2 Oeste 4 - 3              | Jūryō 11 Oeste 9 - 6                    | Jūryō 8 Este 8 - 7                       | Jūryō 5 Oeste 6 - 6 - 3                      | 35 - 28 - 3                      |
| 1986           | Jūryō 9 Este 3 - 12                   | Makushita 4 Oeste 4 - 3              | Makushita 1 Oeste 3 - 4              | Makushita 5 Este 0 - 0 - 7              | ─                                        | ─                                            | 12 - 19 - 7                      |

## En lucha
- Movimientos finales
  - Arashi Driller[1][2] (Over the shoulder sitout belly to belly piledriver)
  - Arashi Driver[2] (Sitout scoop slam piledriver)
  - Arashi Drop[1][2] (Ura nage)[3]
  - Running sitout powerbomb[1][3]
  - Frog splash[1][3]

- Movimientos de firma
  - Big splash[4]
  - Chokeslam[3]
  - Dropkick
  - Falling powerbomb[3]
  - Olympic slam
  - Release German suplex[1]
  - Running lariat[1][3]
  - Scoop slam
  - Seated crossface
  - Spinning heel kick[1]

### Campeonatos y logros
- All Japan Pro Wrestling
  - AJPW World Tag Team Championship (1 vez) - con Keiji Muto
  - AJPW All Asia Tag Team Championship (2 veces) - con Koki Kitahara (1) y Nobutaka Araya (1)
  - January 2nd Korakuen Hall Heavyweight Battle Royal (2006)

- Apache Pro Wrestling
  - WEW Heavyweight Championship (1 vez)

- Tenryu Project
  - Tenryu Project Six-Man Tag Team Championship (1 vez) - con Suwama & Tomohiro Ishii

- Wrestle Association R
  - WAR World Six-Man Tag Team Championship (1 vez) - con Koki Kitahara & Nobutaka Araya